# Швабське зерцало

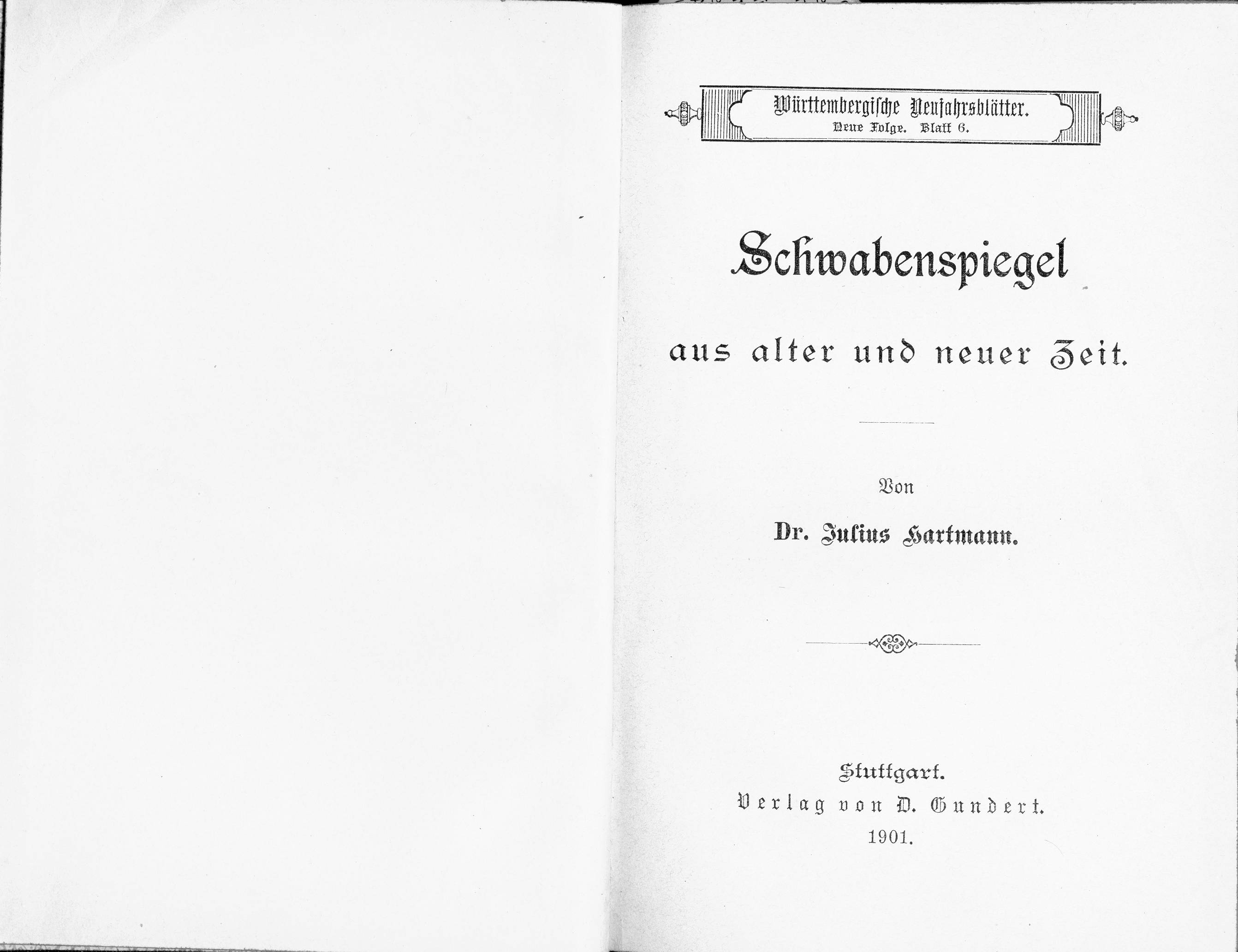
«Швабське зерцало» 1901 року видання

Швабське зерцало (нім. Schwabenspiegel) — німецький середньовічний збірник правових норм складений у Аугсбурзі в 1275 році на основі «Саксонського зерцала». Назву «Швабське зерцало» збірник отримав у XVII ст., а рукописний його варіант називався «Імперське земське та ленне право». Швабське зерцало поширилося на південні області Німеччини та Швейцарії. Було переведене на латину, французьку й чеську мови.